# Mar Egeo
El mar Egeo (en griego: Αιγαίο Πέλαγος; en turco, Ege Denizi) es la parte del mar Mediterráneo comprendida entre Grecia y Turquía. Se considera que este mar está delimitado al sur por un arco que atraviesa, en dirección oeste-este, las islas de Citera, Anticitera, Creta, Kasos, Kárpatos y Rodas. Por lo arbitrario de su «límite» sur, es difícil atribuirle una superficie exacta, siendo su valor aproximado de 180.000 km². De norte a sur, su extensión máxima es de 600 km, y de 400 km de este a oeste.

## Etimología
Su nombre proviene del legendario rey ateniense Egeo, quien, al creer que su hijo Teseo había sido devorado por el Minotauro en su laberinto, se arrojó a este mar desde el cabo Sunio.

## Islas
La mayoría de las numerosas islas del mar Egeo pertenecen a Grecia, pero Turquía también tiene cientos de islas e islotes, aunque solamente unas pocas están permanentemente habitadas, como Bozcaada y Gökçeada. La dificultad de limitar las respectivas áreas de soberanía entre Grecia y Turquía genera frecuentes conflictos diplomáticos entre los dos países.
El turismo es la actividad económica principal de estas islas, que representan la quinta parte de la superficie de Grecia, pero la mitad de su capacidad hotelera.

## Delimitación de la IHO
La máxima autoridad internacional en materia de delimitación de mares a efectos de navegación marítima, la Organización Hidrográfica Internacional («International Hydrographic Organization, IHO), considera el mar Egeo como uno de los mares en que subdivide el mar Mediterráneo (28), en concreto de la cuenca o vertiente oriental (28B). En su publicación de referencia mundial, «Limits of oceans and seas» (Límites de océanos y mares, 3.ª edición de 1953), le asigna el número de identificación 28h y lo define de la forma siguiente:

En el sur.
Una línea que va desde el cabo de Aspro (28°16'E), en Asia Menor, hasta Cum Burnu (cabo della Sabbia), el extremo noreste de la isla de Rodas, a través de la isla hasta el cabo Prasonisi, su punto suroeste, hasta punta Vrontos (35°33'N), en Skarpanto, a través de esta isla hasta punta Castello, el extremo sur de la misma, a través del cabo Plaka (extremo oriental de Creta), a través de Creta hasta Agria Grabusa, su extremo noroeste, y desde allí hasta el cabo Apolitares, en la isla de Anticitera, a través de la isla hacia Psira Rock (aguas afuera de la punta noroeste) y cruzando hacia el cabo Trakhili, en la isla de Citera, a través de Citera hasta el punto Noroeste (cabo Karavugia) y desde allí hasta el cabo Santa María (36°28'N, 22°57'E) en la Morea.
 En los Dardanelos. 
Una línea que une Kum Kale (26°11'S) y el cabo Helles.
Limits of oceans and seas, pág. 18.

## Biogeografía y ecología

### Áreas protegidas
Grecia ha establecido varias áreas marinas protegidas a lo largo de sus costas. Según la Red de Gestores de Áreas Marinas Protegidas del Mediterráneo (MedPAN), cuatro AMP griegas participan en la Red. Entre ellas se encuentra el Parque nacional marino de Alónnisos, mientras que las lagunas de Missolonghi-Aitoliko y la isla de Zacinto no están en el Egeo.

## Economía y política
Muchas de las islas del Egeo tienen puertos y bahías seguros. En la antigüedad, la navegación por el mar era más fácil que atravesar el accidentado terreno de la Grecia continental y, en cierta medida, las zonas costeras de Anatolia. Muchas de las islas son volcánicas, y en otras se extrae mármol y hierro. Las islas más grandes tienen algunos valles y llanuras fértiles.
La dinastía de reyes armenios aqueménidas construyó una de las mayores carreteras del mundo antiguo. Su nombre era "camino real", su longitud era de 2.400 km, y estaba situada entre el Imperio Persa y el mar Egeo. Una parte de la carretera pasaba por el suroeste de Armenia, lo que daba una excelente oportunidad de participar en el comercio internacional.
De las principales islas del mar Egeo, dos pertenecen a Turquía: Bozcaada (Tenedos) y Gökçeada (Imbros); el resto pertenecen a Grecia. Entre los dos países hay disputas políticas sobre varios aspectos del control político del espacio del Egeo, como el tamaño de las aguas territoriales, el control aéreo y la delimitación de los derechos económicos sobre la plataforma continental. Estas cuestiones se conocen como el conflicto del Egeo.

### Transporte
A lo largo de las costas griega y turca del mar Egeo hay múltiples puertos. El puerto de El Pireo, en Atenas, es el principal puerto de Grecia, el mayor puerto de pasajeros de Europa y el tercero del mundo, con unos 20 millones de pasajeros anuales. Con un volumen de 1,4 millones de TEU, El Pireo se sitúa entre los diez primeros puertos en tráfico de contenedores de Europa y el primer puerto de contenedores del Mediterráneo oriental. El Pireo actúa dos veces al año como centro de una importante convención marítima, conocida como Posidonia, que atrae a profesionales de la industria marítima de todo el mundo. El Pireo es actualmente el tercer puerto más activo de Grecia en términos de toneladas de mercancías transportadas, por detrás de Aghioi Theodoroi y Tesalónica. El puerto central sirve a las rutas de ferry a casi todas las islas de la parte oriental de Grecia, la isla de Creta, las Cícladas, el Dodecaneso y gran parte del norte y el este del Mar Egeo, mientras que la parte occidental del puerto se utiliza para los servicios de carga.
En 2007, el puerto de Tesalónica era el segundo puerto de contenedores más grande de Grecia, después del puerto del Pireo, lo que lo convierte en uno de los puertos más activos de Grecia. En 2007, el puerto de Tesalónica manipuló 14.373.245 toneladas de carga y 222.824 TEU. Paloukia, en la isla de Salamina, es un importante puerto de pasajeros.

### Pesca
La pesca es el segunda producción agraria de exportación de Grecia, y el país cuenta con la mayor flota pesquera de Europa. Los peces capturados son sardinas, caballas, meros, salmonetes, lubinas y doradas. Existe una diferencia considerable entre las capturas de pescado entre las zonas pelágicas y las demersales; con respecto a las pesquerías pelágicas, las capturas de las agrupaciones de zonas del Egeo septentrional, central y meridional están dominadas, respectivamente, por la anchoa, los jureles y los boops. En cuanto a la pesca demersal, las capturas de las agrupaciones de la zona del Egeo septentrional y meridional están dominadas por el salmonete y el piquero (Spicara smaris), respectivamente.
La industria se ha visto afectada por la Gran Recesión [cita requerida] La sobrepesca y la destrucción del hábitat también son motivo de preocupación y amenazan a las poblaciones de meros y besugos, lo que ha provocado un descenso de las capturas de tal vez un 50%. Para hacer frente a estas preocupaciones, el gobierno ha ofrecido a los pescadores griegos una compensación. Aunque algunas especies están definidas como protegidas o amenazadas por la legislación de la Unión Europea, varias especies ilegales, como los moluscos Pinna nobilis, Charonia tritonis y Lithophaga lithophaga, pueden comprarse en restaurantes y mercados de pescado de toda Grecia.

### Turismo

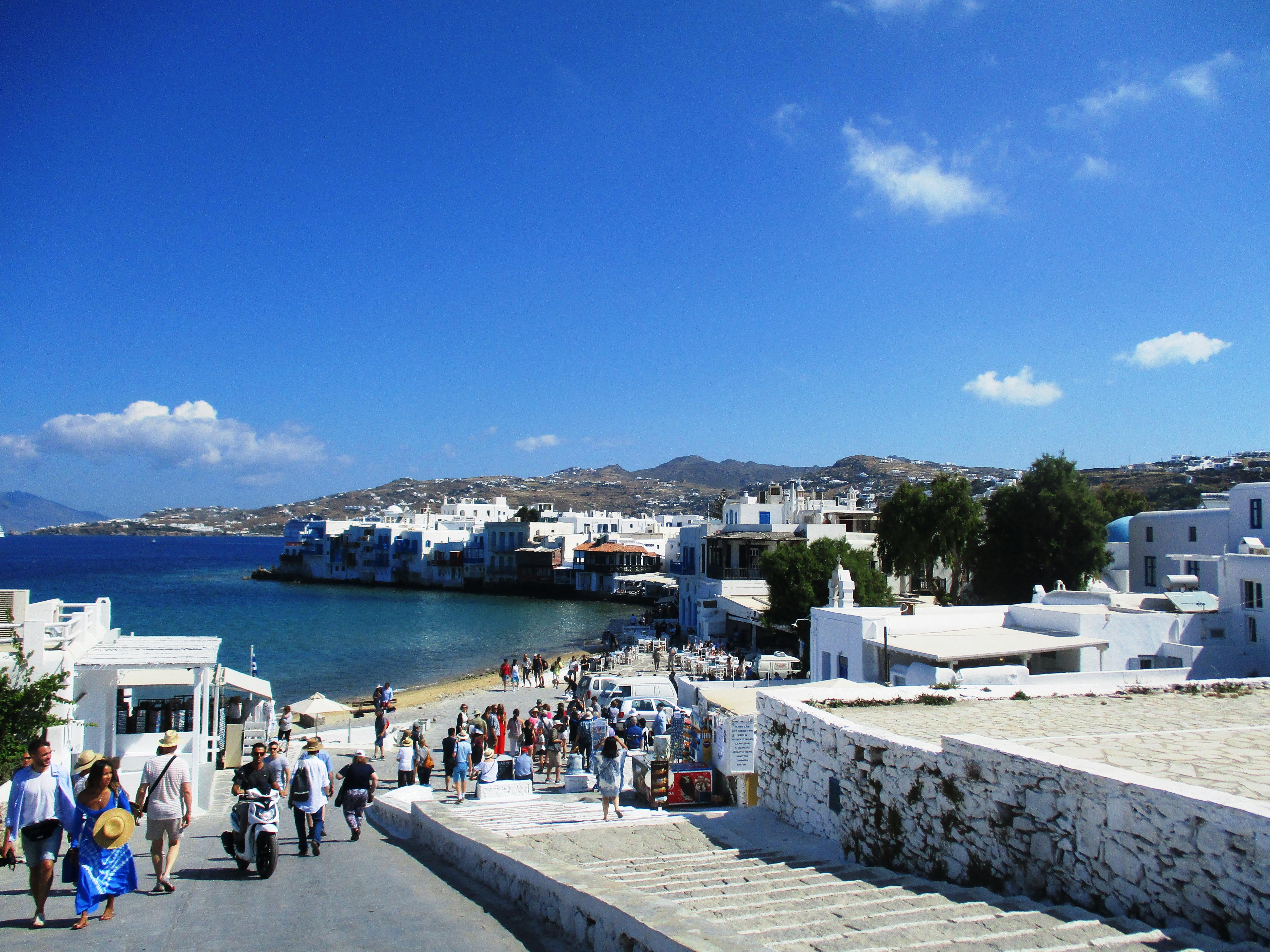
Turistas en la ciudad de Mykonos, que forma parte de las islas Cícladas.

Las islas del mar Egeo son importantes destinos turísticos. El turismo a las islas del Egeo aporta una parte importante del turismo en Grecia, especialmente desde la segunda mitad del siglo XX. Un total de cinco lugares declarados Patrimonio de la Humanidad por la UNESCO se encuentran en las islas del Egeo; entre ellos, el Monasterio de San Juan el Teólogo y la Cueva del Apocalipsis en Patmos, el Pitagoreón y el Heraion de Samos en Samos, el Nea Moni de Quíos, la isla de Delos y la Ciudad Medieval de Rodas
Grecia es uno de los países más visitados de Europa y del mundo, con más de 33 millones de visitantes en 2018, y la industria del turismo alrededor de una cuarta parte del producto interior bruto de Grecia. Las islas de Santorini, Creta, Lesbos, Delos y Mykonos son destinos turísticos habituales. Se calcula que unos 2 millones de turistas visitan Santorini cada año. Sin embargo, en los últimos años han surgido preocupaciones relacionadas con el exceso de turismo, como los problemas de infraestructuras inadecuadas y la masificación. Junto a Grecia, Turquía también ha tenido éxito en el desarrollo de zonas turísticas y en la atracción de un gran número de turistas, lo que ha contribuido al turismo en Turquía. La expresión "Crucero Azul" se refiere a los viajes de recreo a lo largo de la Riviera Turca, incluso a través del Egeo. La antigua ciudad de Troya, Patrimonio de la Humanidad, se encuentra en la costa turca del Egeo.
Tanto Grecia como Turquía participan en el programa de certificación de playas con Bandera Azul de la Fundación para la Educación Ambiental. La certificación se otorga a las playas y los puertos deportivos que cumplen con estrictas normas de calidad que incluyen la protección del medio ambiente, la calidad del agua, la seguridad y los criterios de servicios. En 2015, la Bandera Azul se había concedido a 395 playas y 9 puertos deportivos en Grecia. Las playas del sur del Egeo en la costa turca incluyen Muğla, con 102 playas galardonadas con la bandera azul, junto con İzmir y Aydın, que tienen 49 y 30 playas galardonadas respectivamente.